# La Mort de Socrate (David)
Pour les articles homonymes, voir La Mort de Socrate.
La Mort de Socrate est un tableau réalisé par le peintre français Jacques-Louis David en 1787. Il représente la mort du philosophe grec Socrate, condamné par les Athéniens à boire la ciguë.
Le tableau avait été commandé à David par Charles-Michel Trudaine de la Sablière. Il a été présenté la première fois au Salon de peinture et de sculpture de l'année 1787, en compagnie d'une autre peinture sur le même sujet de Pierre Peyron. Il est actuellement conservé au Metropolitan Museum of Art, à New York.

## La mort de Socrate dans la peinture avant David
Avant le milieu du xviiie siècle Socrate était un sujet peu traité en peinture, et sa mort encore moins. À la fin des années 1740 cependant, sous l'impulsion de la critique et de l'Académie royale de peinture et de sculpture principalement, se fait jour une volonté de rendre plus morale la peinture d'histoire, à l'encontre de la légèreté des sujets mythologiques, tels qu'ils étaient représentés par François Boucher par exemple. L'École royale des élèves protégés a aussi contribué à faire émerger la figure de Socrate comme exemple de vertu. Le principal support des cours d'histoire dans cette école était l'Histoire ancienne de Charles Rollin, qui accordait une large place à la vie de Socrate. Le texte était accompagné de gravures de Hubert-François Gravelot qui ont influencé de nombreux peintres par la suite, dont David. C'est dans ce contexte que la mort de Socrate devient un thème pictural. Michel-François Dandré-Bardon présente un tableau sur le sujet au Salon de 1753 (peinture aujourd'hui disparue) et Charles-Michel-Ange Challe à celui de 1761. Michel-François Dandré-Bardon a ensuite enseigné l'histoire à l'École royale des élèves protégés à partir de 1755. En 1762 la mort de Socrate est proposé comme sujet de peinture (et la mort de Germanicus comme sujet de sculpture) au concours pour le prix de Rome, alors qu'il était de tradition de choisir un sujet tiré de la Bible. Michel-François Dandré-Bardon est lui-même membre du jury cette année-là.
La principale difficulté du sujet est qu'il a un caractère peu dramatique, ce qui le rendait difficile à traiter aussi bien au théâtre qu'en peinture. Diderot avait notamment imaginé dans son Discours sur la poésie dramatique une pièce sur Socrate, un projet qu'il n'a jamais mené à terme.

### Le prix de Rome de 1762
La Mort de Socrate de Jacques-Philippe-Joseph de Saint-Quentin remporte le prix de Rome en 1762. Jean-Baptiste Alizard reçoit le second prix. À titre exceptionnel, Jean-François Sané est lui aussi envoyé à Rome, hors concours. Le tableau de Sané est perdu mais il est connu grâce à une gravure. Le tableau de Saint-Quentin est nettement influencé par le baroque et tente de donner un aspect théâtral à la scène en accentuant les effets pittoresques. Celui d'Alizard, en dépit de ses maladresses, se rapproche de la « vérité du costume » préconisé par l'académisme. Le plus réussi des trois est en fait celui de Sané. Ce dernier s'inspire du classicisme (Eustache Le Sueur et Poussin). Son principal défaut est cependant que la scène est très faiblement caractérisée. Seule la coupe, à peine visible, permet d'identifier l'épisode.

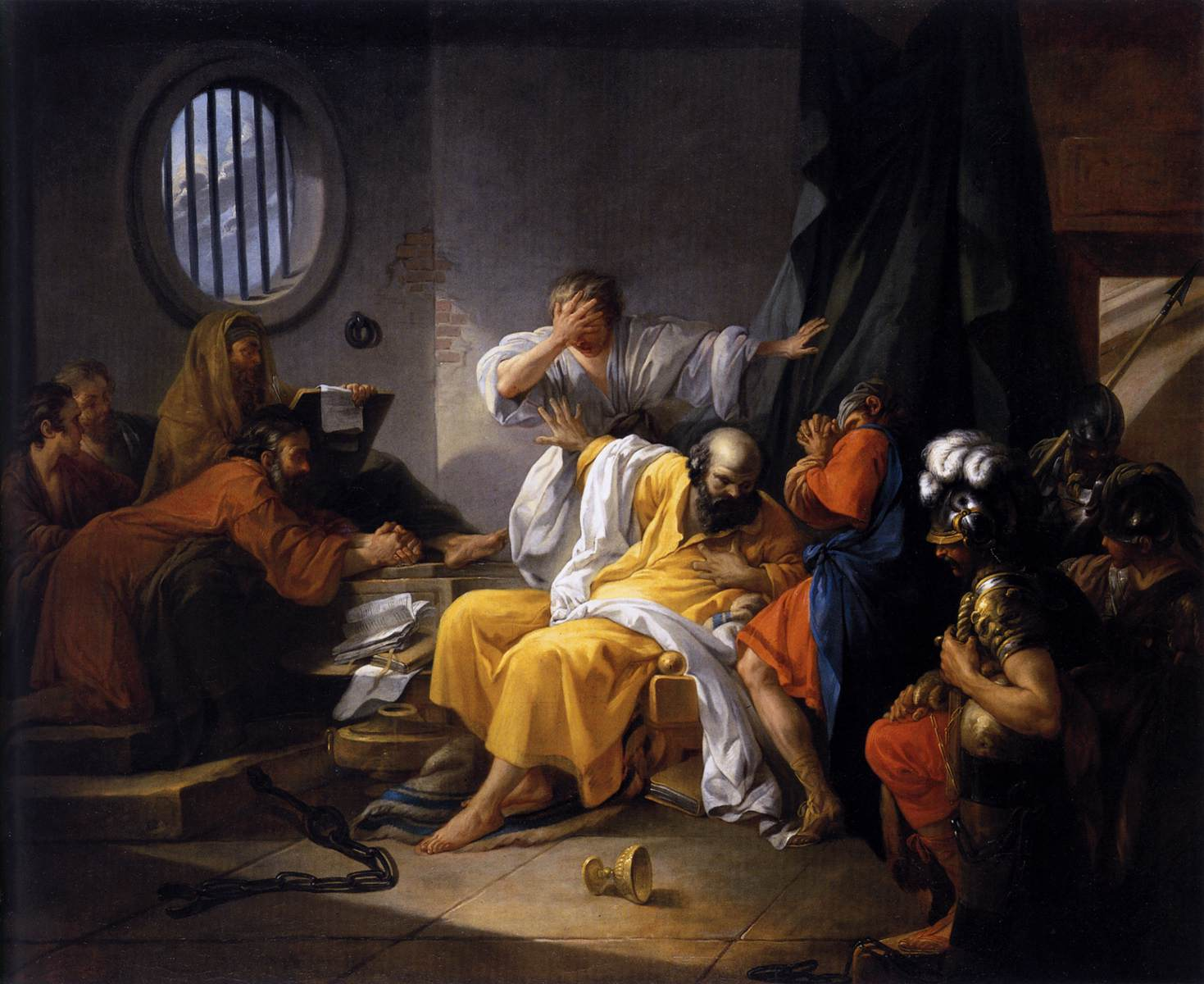
La Mort de Socrate par Jacques-Philippe-Joseph de Saint-Quentin. 140 × 115 cm. Actuellement conservé à l’École nationale supérieure des beaux-arts.
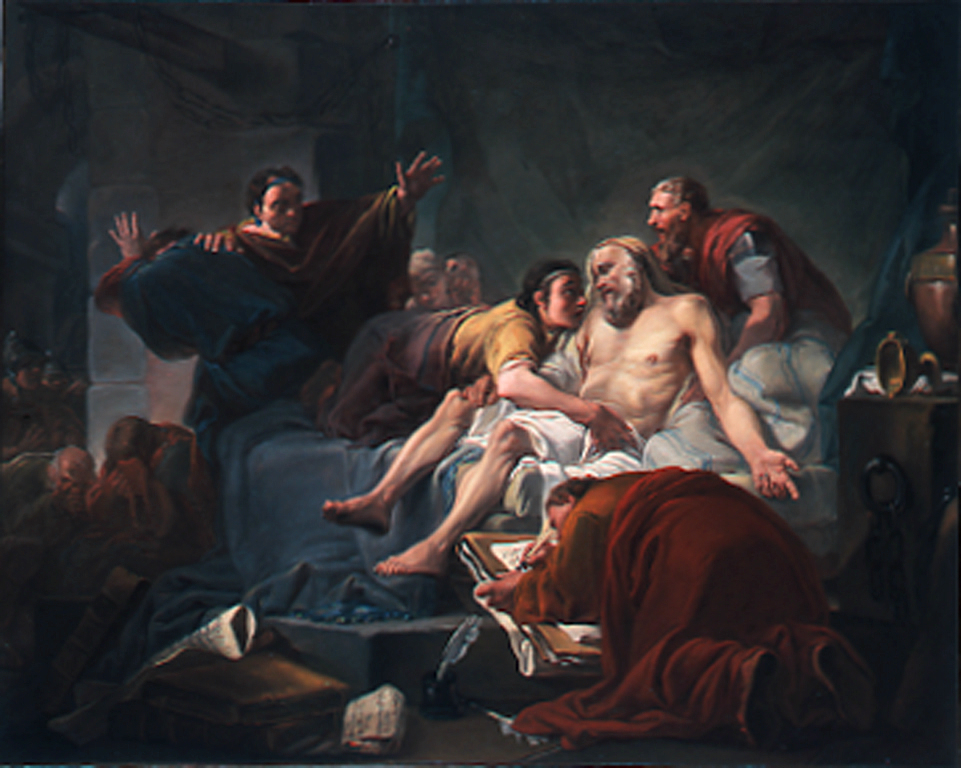
La Mort de Socrate par Jean-Baptiste Alizard. 133 × 105 cm. Actuellement conservé à l’École nationale supérieure des beaux-arts.

## Le Salon de 1787

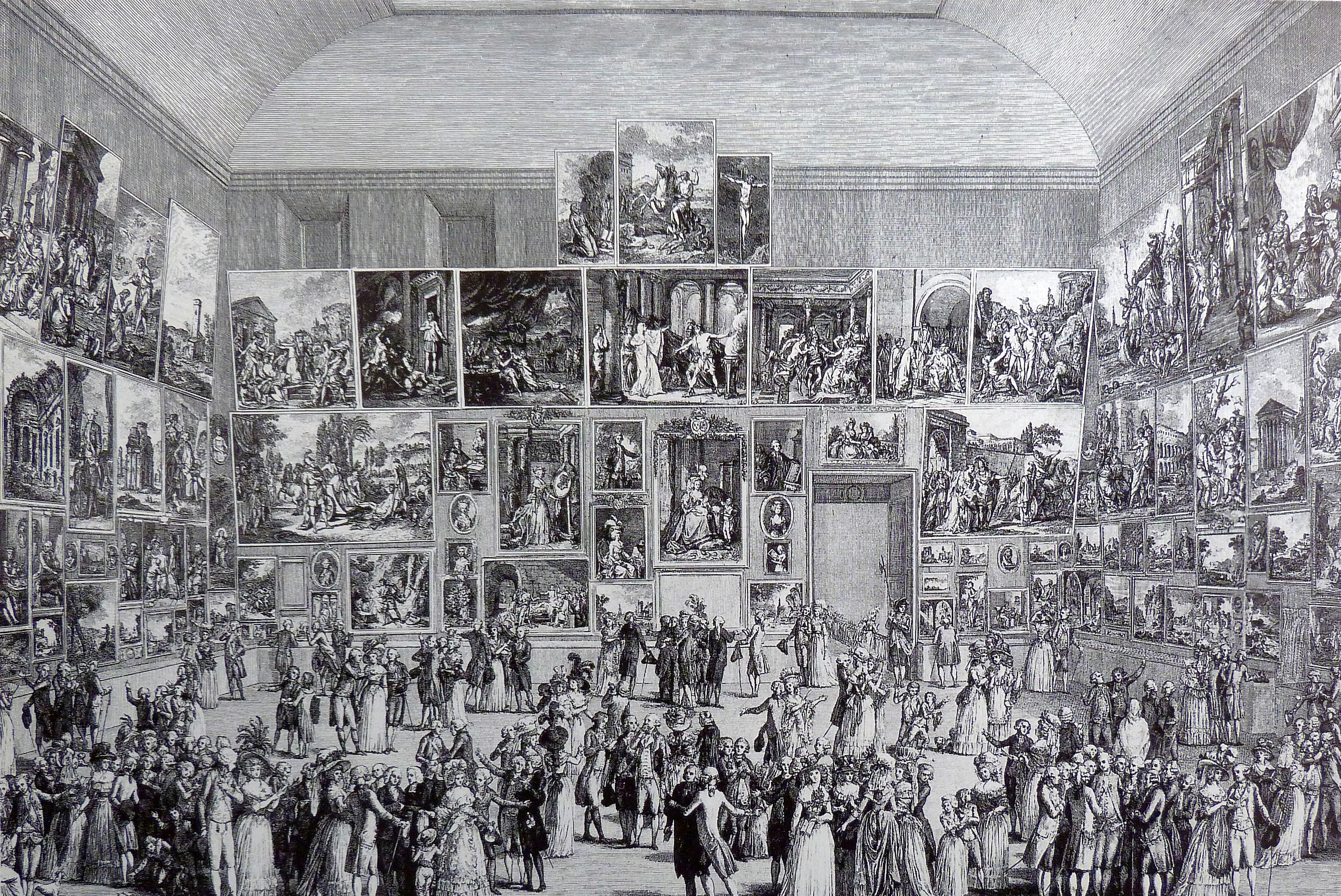
Exposition au Salon de 1787, eau-forte de Pietro Antonio Martini. Le tableau de David est visible à la face arrière, file basse, cinquième de gauche

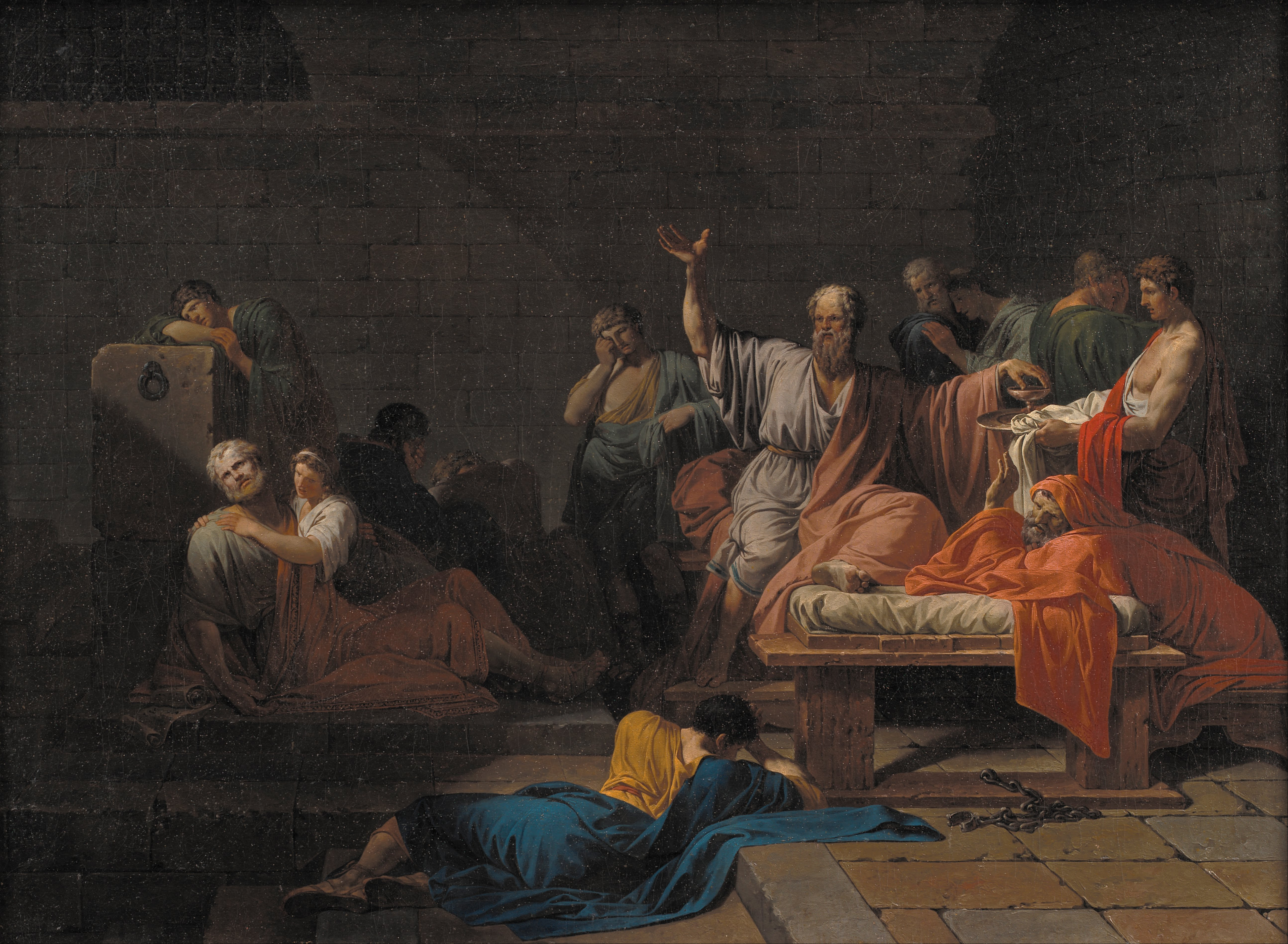
La Mort de Socrate de Pierre Peyron, 1787..

David et Pierre Peyron présentent tous les deux au Salon de 1787 une toile intitulée La Mort de Socrate. Celle de David est une commande de Charles-Michel Trudaine de la Sablière, celle de Peyron une commande du comte d'Angiviller pour Louis XVI. Outre le Phédon de Platon, Diderot a certainement servi de source d'inspiration aux deux peintres. Alors que leurs prédécesseurs avaient choisi de représenter Socrate mourant après avoir ingéré le poison, David et Peyron innovent dans le choix du moment. La scène se situe à l'instant où Socrate termine son discours et s'apprête à saisir la coupe.
L'oeuvre de David est de nouveau présentée au Salon de 1791.

## Analyse
Dans ce tableau, on peut voir :
- Socrate, l'index pointé vers le ciel, comme Platon sur le tableau de Raphaël (L'école d'Athènes) en référence à sa doctrine idéaliste (le réel est ordonné par les Idées), qui dialogue avec ses disciples sur l'immortalité de l'âme (dialogue du Phédon de Platon). Son autre main s'apprête sereinement à saisir le poison.
- On aperçoit à gauche, drapé assis et immobile, tournant le dos à Socrate, Platon qui, d'après les textes, n'aurait pourtant pas assisté à sa mort.
- Notons que ce tableau est bien représentatif du mouvement dit néoclassique dont Jacques-Louis David fut une figure éminente. Socrate est représenté comme un exemplum virtutis, le doigt pointé vers le ciel renvoie à la transcendance même de ses idées, qui demeureront après sa mort.
- Ses traits sont idéalisés, bien qu'atteint d'alopécie dans ses représentations sculptées il est représenté ici chevelu, sa musculature est volontairement soignée en dépit de son âge avancé. Son attitude sévère et sûre contraste avec la tristesse de ses élèves.
- La couleur blanche est réservée aux tuniques de Socrate et de Platon afin de mettre en exergue leur sagesse.
- Le décor volontairement dépouillé et spartiate, rappelle son œuvre précédente Le Serment des Horaces. Toutefois, la mort de Socrate se caractérise par des couleurs moins tranchantes donnant au tableau plus d'unité, cet effet est rendu notamment par les tons cassés de rouge.
- Notons que l'artiste représente Platon, élève de Socrate, avec des caractéristiques physiques relatives à la vieillesse (canitie physiologique et alopécie androgénétique). Ce constat pourrait être considéré de prime abord comme une erreur historique. En effet, Socrate est né en 470 av. J.-C. et mort en 399 av. J.-C, tandis que Platon serait venu au monde aux alentours de 428/427 av. J.-C avant de mourir vers 348/347 av. J.-C . Ce dernier avait donc entre 28 et 29 ans au moment où Socrate but le poison. Sachant que Jacques-Louis David, à l'étape liminaire de la réalisation de ses œuvres, procédait à une lecture attentive des sources historiques, ce procédé fut sûrement voulu par l'artiste afin de rendre le tableau plus intelligible. La vieillesse et la sagesse étant des notions souvent associées dans l'imaginaire collectif contemporain.

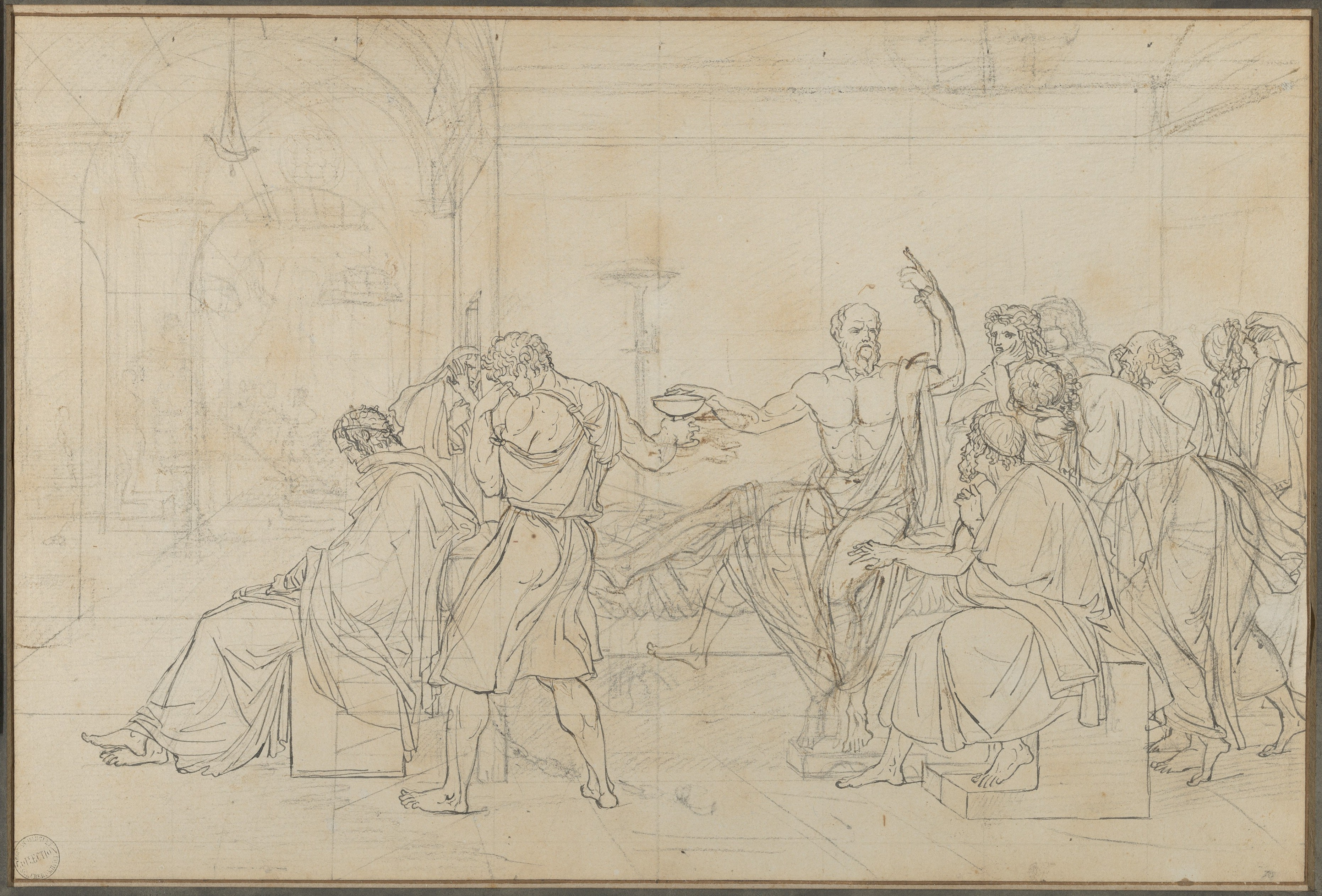
Croquis préparatoire

## Dessin préparatoire
David exécuta plusieurs études préparatoires à la pierre noire, qu'on peut voir à Bayonne, Dijon, Tours, New York. Une étude, provenant d'une collection particulière, a été exposée à l'exposition David organisée à Paris à l'occasion du bicentenaire de la Révolution française.
Un dessin préparatoire a été acheté par le Metropolitan Museum of Art en janvier 2013. Voir le site La Tribune de l'art 